# 椎名泉
椎名 泉（しいな いずみ）は、日本のAV女優。

## 略歴
東京都出身。2004年にAVデビュー。主に企画系作品を中心に活躍したお姉さん系の女優。

## 作品
2004年
- レズでオナニーさせてあげるわ　痴レズ3（6月4日、ハンドメイドビジョン）共演:夕凪ななか
- 家庭教師でトライ!! 5（6月25日、笠倉出版社）他出演:長谷川ちひろ、姫宮ラム
- 高級ソープ 二輪車限定 巨乳専門店（7月9日、GLAY'z）共演:滝沢あや 他出演:三好理恵、小川音子
- 女子校生れず先輩と私60（7月23日、U&K）共演:深里美紀
- 黒衣未亡人（8月20日、ネクストイレブン）共演:春野すもも、一条まりな
- ザ・レイプ 巨乳女教師（9月9日、ヒビノ）他出演:藤田なつ、海老原しのぶ
- 痴女タクシードライバー（9月15日、ジェイモデル）オムニバス作品
- レースクィーン達の隠された裏事情 〜カメラ小僧からスポンサーまで狙うはRQのカラダだけ!〜（9月23日、忠実堂）共演:北の国、奥菜千春
- 憧れのお姉さんレズ（11月18日、ヒビノ）共演:北の国、水沢文香
- 美人講師の潮吹き講座（12月3日、GLAY'z）共演:三上翔子、麻生まりな、井川しほ、水沢文香、倉田響、真崎ゆかり

2005年
- プロダクション蔵出し映像初レズ仕込み 2（1月、アウダースジャパン）共演:楠木さやか、他出演:小池笑美、小野茜 他
- 競泳水着の女（1月6日、ヒビノ）…共演:夢村早紀、岩下あき
- Missワーキングボイン（1月25日、イマージュ）オムニバス作品
- 全身リップ（1月25日、ネクストイレブン）オムニバス作品
- 淫乱痴女色情狂 01（2月2日、ドリームクリエイト）共演:立花里子
- ERO-BODY STOCKING（2月12日、office KS（オフィスケイズ））オムニバス作品
- 男女がアソコを手で隠しながらSEX（2月17日、甲斐正明事務所（ブリット））共演:朝比奈さなえ、安田美沙、椿ちせ
- 椎名泉のミセス♀エロス（2月18日、笠倉出版社）
- 超・強制レイプマニアックス（2月25日、デジタルバンク）他出演:立花里子、森咲小雪、小池笑美、杉浦あや、若月樹里
- ザ・女子大生狩り 2（3月18日、クリスタル映像）他出演:安田美沙、森咲南、安西文香、持田ゆき、工藤さき
- キャバクラ嬢をこのようにしてアフターに誘いこみヤリまくったぜ最高（3月25日、ホットエンターテイメント）他出演:椿まや、椎名まゆみ、ゆうきりり
- 集団痴女学園 完全版（4月22日、ケイ・エム・プロデュース）共演:広瀬奈央美、中野千夏、宮地奈々　他
- 淫女豹（4月22日、笠倉出版社）他出演:三上翔子、立花里子
- 三姉妹監禁くノ一淫魔伝説（5月25日、笠倉出版社）共演:三上翔子、立花里子
- 家庭教師でトライ!!5（6月24日、エフイーメタル）オムニバス作品
- 女教師だってガマンできない・7（レンタル） / 女教師だってガマンできないDX・4（セル）（7月21日（レンタル）／7月31日（セル）、ステージメディア）オムニバス作品
- コンビニの女（7月22日、デジタルバンク）他出演:藤森かおり、柚月ひかる
- ジーンズの女（8月18日、ヒビノ）共演:田中梨子
- サイミンセックス 3 スーパーコンプリート編（9月2日、アウダースジャパン）共演:春うらら、たけうちみれい
- サイミンセックス 3 スーパーランコウ編（9月2日、アウダースジャパン）共演:春うらら、たけうちみれい
- サイミンセックス 3 スーパーコントロール編（9月2日、アウダースジャパン）共演:春うらら、たけうちみれい
- サイミンセックス 3 スーパーフリーズ編（9月2日、アウダースジャパン）共演:春うらら、たけうちみれい
- Fetish Lesbian 20（10月28日、ドリームクリエイト）共演:片瀬梨音、一条美穂、立花里子
- 制服着たままFUCK 2（10月28日、TMA）他出演:秋月杏奈（紅音ほたる）、日高ゆりあ、藤井彩、舞岡結希、萩原めぐ、柊杏奈、白鳥あきら、白石あや、乃亜
- THE 痴女家庭教師クライマックス 18人の美しき痴女家庭教師たち 復習編（11月11日、メディアバンク）他17名出演
- 集団痴女ダンサーズ 完全版（12月16日、おかず。（ケイ・エム・プロデュース））共演:菊原まどか、河村陽菜、愛内みさき　他

2006年
- 法律相談所に行ったら綺麗な弁護士さんに…（6月8日、アキノリ）共演:汐見ゆうな、柚月ひかる
- アナタだけの若奥様 2（11月1日、セクシア）他出演:桜田さくら